# RSD Alcalá
Real Sociedad Deportiva Alcalá – hiszpański klub piłkarski, grający w Tercera División, mający siedzibę w mieście Alcalá de Henares.

## Sezony
- 20 sezony w Segunda División B
- 29 sezonów w Tercera División

## Byli piłkarze
- Julio Rodríguez Martínez
- Óscar Quesada
- Dani Torres